# Incident de l'académie militaire
L'incident de l'académie militaire (士官学校事件, Shikan Gakko Jiken), aussi appelé incident de novembre (十一月事件, Juichigatsu Jiken) est une tentative de coup d'État qui eut lieu au Japon en novembre 1934. C'est l'une des conspirations menées par des éléments radicaux de l'armée impériale japonaise visant une « restauration de Shōwa ».

## Contexte et déroulement
Les coups d'État ratés de 1931 (incident de mars et incident d'octobre) menés par la Sakurakai, une société secrète constituée de sous-officiers de l'armée impériale japonaise, promurent la vision d'un système inspiré des idées du totalitarisme, du militarisme et du socialisme d'État comme alternative à l'actuel gouvernement démocratique dominé par des partis politiques corrompus, inspirée par des actions similaires d'autres groupes au sein de l'armée.
En 1934, un groupe de cinq cadets de l'académie de l'armée impériale japonaise mené par deux officiers de l'armée partisans de la faction de la voie impériale, radicale et militariste, élabora son propre plan pour renverser le gouvernement, préoccupé par la perte d'influence de leur groupe à la suite du retrait de leur chef Sadao Araki en janvier 1934. Cependant, en novembre 1934, l'un des cadets nommé Sato informa les autorités du complot de la faction de la voie impériale.
Ainsi averti, le capitaine Masanobu Tsuji, commandant à l'académie de l'armée, organisa l'arrestation des principaux conspirateurs avec la Kenpeitai le 20 novembre 1934, tuant le projet de coup d'État dans l'œuf. Faute de preuve, les accusés ne furent cependant condamnés à aucune peine mais les cinq cadets furent renvoyés de l'académie militaire en mars 1935 et les deux officiers, nommés Muranaka et Isobe, furent suspendus pendant six mois en avril 1935.
Les deux officiers suspendus distribuèrent plus tard des prospectus intitulés « Remontrance pour la restauration de la discipline militaire » (aussi appelés « Aperçus du nettoyage de l'armée ») et ils furent définitivement renvoyés de l'armée en août 1935.

## Incident d'Aizawa
La faction de la voie impériale croyait que Sato était un espion du capitaine Tsuji et que l'affaire entière était un piège de leur rivale, la faction du contrôle, pour discréditer le général Jinzaburō Masaki, inspecteur-général de l'entraînement militaire, car l'incident mena à sa démission.
En représailles, un officier de la faction de la voie impériale, le lieutenant-colonel Saburo Aizawa, assassina le successeur de Masaki, partisan de la faction du contrôle, le major-général Tetsuzan Nagata le 12 août 1935 avec un sabre dans le bureau de la victime. Nagata fut promu lieutenant-général à titre posthume et Aizawa fut fusillé après être passé devant une cour martiale dirigée par la 1re division basée à Tokyo. À la suite de cette affaire, le ministre de la Guerre, Senjūrō Hayashi, fut forcé de démissionner.

## Conséquences
L'incident de l'académie militaire et l'incident d'Aizawa sont indicatifs de la montée de la politisation de l'armée japonaise et une augmentation de la tendance à vouloir résoudre les problèmes politiques par la force. Le manque d'action de la part des dirigeants militaires pour réprimer ces tendances et l'impuissance du gouvernement civil sur l'armée furent des facteurs qui menèrent à l'incident du 26-Février.

## Source de la traduction
- (en) Cet article est partiellement ou en totalité issu de l’article de Wikipédia en anglais intitulé « Military Academy Incident » (voir la liste des auteurs).